# Сингэн (дамба)
Плотина Сингэна (яп. 信玄堤 сингэндзуцуми) — речная дамба в Японии, построенная 1560 года полководцем Такэдой Сингэном. Расположенная на берегу рек Каманаси и Фуэфуки, в районе Рюо города Каи префектуры Яманаси. Длина более 1800 м. Защищала прибрежные сельские поселения от ежегодного разлива рек.